# Charles Potvin
Pour les articles homonymes, voir Potvin.
Charles Potvin, né le 2 décembre 1818 à Mons et mort le 2 mars 1902 à Bruxelles, est un journaliste, poète, historien, critique, professeur, pamphlétaire belge.

## Biographie
Après avoir grandi à Bergen, Potvin s’installe, au terme de ses études à l’université catholique de Louvain et à l’université libre de Bruxelles, à Bruxelles, où il évolue dans les milieux progressistes.
Grand défenseur de la cause flamande au sein d’une Belgique unie, franc-maçon, il publie des centaines d’articles et devient une figure centrale de la vie libérale bruxelloise, tant sur le plan politique et philosophique que sur le plan culturel.
Il cofonde, en 1869, la Revue de Belgique, et entretient des contacts avec de nombreux libres penseurs européens de premier plan, dont Victor Hugo et Giuseppe Mazzini.
Après la mort de l’ancien pensionnaire Hendrik Conscience en 1883, il a passé les dernières années de sa vie dans la maison de son défunt ami, le peintre, sculpteur et lithographe Antoine Wiertz. Il a écrit sous les noms de plume de « Dom Jacobus » et « Dom Liber ».